# قطام (اسم)
قطام هو اسم علم مذكر ومؤنث من أصل عربي، ومعناه هو الصقر.

## وصلات خارجية
- موسوعة السلطان قابوس لأسماء العرب نسخة محفوظة 5 أبريل 2019 على موقع واي باك مشين.